# Farmakoepidemiologia
Farmakoepidemiologia, inaczej epidemiologia leków (z gr. pharmaco(n) – lekarstwo, epi – ponad, demos – człowiek, logos – nauka, doktryna) – nauka zajmująca się badaniem leków, traktując je jako czynniki determinujące zdrowie lub choroby w populacji. Łączy wiedzę z farmakologii, terapii klinicznej, epidemiologii oraz statystyki. Stosowana jest w analizie bezpieczeństwa leków i zdrowia publicznego.